# Vitaliteitssparen
Vitaliteitssparen is in Nederland een fiscaal begeleide vorm van sparen waarbij storten aftrekbaar is en opnemen belast, net als in principe bij lijfrente. 
Met het Belastingplan 2012 is de spaarloonregeling en de levensloopregeling afgeschaft en werd bepaald dat per 1 januari 2013 een regeling vitaliteitssparen zou worden ingevoerd zoals hieronder beschreven. Dit laatste is niet doorgegaan.

## Niet doorgegane regeling vitaliteitssparen
Het vitaliteitssparen kan onder meer met een speciale vitaliteitsspaarrekening (een beleggings- of verzekeringsvariant is ook toegestaan). Stortingen bedragen maximaal € 5000 per jaar en zijn alleen toegestaan als men in het betreffende jaar arbeidsinkomsten geniet en aan het begin van het kalenderjaar jonger was dan 65 jaar; de stortingen zijn aftrekbaar in box 1. De rente wordt op de rekening bijgeschreven. Opnames zijn belast in box 1, het saldo is niet belast in box 3. In een jaar wordt niet méér gestort dan € 20.000 min het saldo aan het begin van het jaar; als dit saldo groter is wordt niets gestort. Vanaf het kalenderjaar waarin de belastingplichtige 62 jaar wordt mag hij/zij in een jaar € 10.000 of minder opnemen, of het hele saldo (daarvóór zijn er geen beperkingen). Met een opname van het brutobedrag van € 10 000 per jaar is financieren van voltijdspensioen de facto niet mogelijk, maar financieren van deeltijdpensioen wel. Op 65-jarige leeftijd moet het hele saldo opgenomen zijn. Bij overlijden wordt het saldo belast.
Gevolgen van het overtreden van de regels:
- Als de belastingplichtige meer dan € 10.000 euro opneemt in een jaar waarin hij/zij 62 jaar of ouder wordt, wordt het hele saldo belast; als er saldo resteert wordt dit later bij opname nogmaals belast.
- Hoewel de latere opname wel belast is zijn niet aftrekbaar:
  - stortingen in een jaar waarin de rekeninghouder geen arbeidsinkomsten geniet
  - stortingen voor zover meer dan €5000 in één jaar
  - stortingen voor zover meer in één jaar dan € 20.000 min het saldo aan het begin van het jaar

Een nadeel van de regeling is dat stortingen niet aftrekbaar zijn van het bijdrage-inkomen (de heffingsgrondslag) voor de Zvw-premie, maar opnamen mogelijk wel bij het bijdrage-inkomen worden meegeteld, zodat er Zvw-premie over moet worden betaald. Als gevolg hiervan zal zeker vitaliteitssparen voor de wat kortere termijn meestal niet gunstig zijn als men in de jaren van storting en opname in dezelfde schijf valt (met de schijven 2 en 3 als één schijf gerekend). Zelfs een overgang van schijf 2/3 naar schijf 1 (waartussen het tariefverschil in 2013 nog maar 5 procentpunt is) compenseert het Zvw-nadeel van ongeveer 7 procentpunt maar gedeeltelijk. Vitaliteitssparen is nog wel voordelig in het geval dat een opname voorkomt dat men een jaar zo'n laag belastbaar inkomen heeft (2013: minder dan € 5400) dat men de algemene heffingskorting niet volledig kan benutten. Stortingen en opnamen (die neerkomen op het schuiven met belastbaar inkomen) beïnvloeden ook de inkomensafhankelijke toeslagen, inkomensafhankelijke eigen bijdragen en huurverhogingen. Ze beïnvloeden ook vermogenstoetsen, bijvoorbeeld vergeleken met geld op een gewone spaarrekening, als die vermogenstoetsen het vitaliteitsspaartegoed niet meetellen.
Wanneer men in het volgende kalenderjaar niet denkt over te gaan naar een andere schijf, is de gunstigste tijd voor het beoordelen of een storting of opname gunstig is tegen het eind van het kalenderjaar, omdat dan de tarieven IB/PVV en premie Zvw voor het nieuwe jaar bekend zijn, zodat men meer gefundeerd kan kiezen tussen het doen van de storting of opname in het oude jaar, of te wachten, bijvoorbeeld tot tegen het eind van het volgende kalenderjaar (of eerder in het geval van een opname en men het geld nodig heeft).

## Voetnoten
1. ↑  De bedoeling van het maximum van € 10.000 is te vermijden dat de belastingplichtige de regeling gebruikt om vervroegd geheel te stoppen met werken.
2. ↑  Dit hangt ervan af of "loon overeenkomstig de Wet op de loonbelasting 1964" mede de apart genoemde inkomsten omvat waarover "ter vergemakkelijking van de heffing van de inkomstenbelasting" loonbelasting wordt geheven. Deze wet definieert belastbaar loon als totaal loon, en stelt dat het tarief wordt toegepast op het belastbaar loon, en gebruikt daarmee de term "loon" door elkaar in twee betekenissen: inclusief en exclusief de andere inkomsten waarover loonbelasting wordt geheven.